# Авиаброкер
Авиабро́кер (англ. «aviátion bróker») — брокер, который занимается бронированием чартерных авиарейсов, фрахтованием воздушных судов, заключением договоров о страховании самолётов и грузов, перевозимых воздушным транспортом. Авиаброкером может быть как юридическое, так и физическое лицо. У компании-авиаброкера нет в собственности своих воздушных судов, она тесно сотрудничает с различными авиакомпаниями и собственниками, которые предоставляют ей необходимое воздушное судно в нужное время.
Чаще всего, авиаброкер не только предоставляет воздушное судно и экипаж, как это делает авиакомпания, но и организует пользование VIP-залами аэропортов, обеспечивает требуемый уровень питания на борту, доступ в Интернет, помогает избежать задержки вылета. В отличие от авиакомпании авиаброкер берёт на себя решение всех вопросов, связанных с предполётной ситуацией, полётом непосредственно и послеполётным обслуживанием. Кроме того, авиаброкеры выступают полноценными заказчиками для авиакомпаний и тем самым оценивают их услуги.

## Услуги авиаброкеров
Наиболее распространенными услугами, оказываемыми авиаброкерами являются:
1. VIP-чартер воздушного судна для корпораций и частных лиц — это персональный рейс, совершаемый на арендованном бизнес-джете, на котором заказчик самостоятельно определяет удобное ему время вылета и направление, часто с предоставлением сопутствующих услуг и сервисов:
  - Доставка воздушного судна в любой аэропорт мира с оформлением необходимых разрешающих полёт документов производится без участия заказчика для его удобства;
  - Предоставляются комфортабельные залы в VIP-терминалах аэропортов для упрощения и ускорения прохождения таможенного и паспортного контроля;
  - Бортовое меню, техническое оснащение самолёта и квалификация экипажа выбираются исходя из требований заказчика.
2. Купля-продажа воздушных судов. Авиаброкеры часто берут на себя обязанности по поиску потенциального покупателя, проведение переговоров с производителями воздушных судов, регистрации (перерегистрации) и сертификации джетов, получение бортового номера, проведение тендера на управляющую компанию и оператора.
3. Авиаброкеры предоставляют полный спектр консалтинговых услуг по техническим, юридическим и финансовым вопросам, в том числе, определяя наиболее подходящую форму лизинга (операционный или финансовый), а также спрогнозирует предположительные расходы на бизнес джет и возьмёт на себя обязанности по страхованию самолёта.

## История индустрии авиаброкеров в России

### Становление отрасли в 1990-е годы
В СССР рынка услуг аренды воздушных судов деловой авиации не существовало. Только советская элита в лице первых лиц государства и членов политбюро пользовались преимуществами полётов на самолётах деловой авиации.
Однако эти рейсы находились в ведении одного перевозчика — правительственного авиаотряда № 235, а организация перелётов для не менее требовательной российской элиты предполагала поиск новых специалистов.
Зарождение института авиаброкеров относят к 1990-м годам, когда в стране только стали появляться первые частные самолёты, а вместе с ними и первые компании, предлагающие услуги аренды самолётов деловой авиации.
Растущий спрос на деловые и VIP-перевозки и дефицит самолётов привели к формированию новых игроков на российском рынке бизнес-авиации — авиаброкеров. Они брали самолёты в аренду у авиакомпаний и собственников, следили за ходом организации рейса и точным исполнением пожеланий пассажиров, а также сопровождали борта при полётах в российские города, где выступали в роли переводчиков и сами оплачивали услуги аэропорта.

### Послекризисное развитие отрасли
В период финансового кризиса 2008—2009 годов авиаброкеры как ни одна другая компания ощутили резкий спад финансовой активности заказчиков чартерных рейсов деловой авиации.
После кризиса по наблюдениям специалистов FL Technics Jets происходят ощутимые изменения на рынке деловой авиации. Ожидается, что флот частных самолётов к 2030 году по сравнению с 2010 годом удвоится: с 14700 в 2010 году до 30900 к 2030 году. Основной прирост на рынке ожидается, главным образом, в России и СНГ, где численность частных лайнеров прогнозируется в 1765 штук.
По данным экспертов, в странах с низкой интенсивностью воздушного движения многие пассажиры предпочитают использовать бизнес-джеты большой вместимости, нежели пользоваться услугами коммерческой авиации. Данные статистики показывают, что в Африке, Латинской Америке и Восточной Европе увеличивается спрос на наиболее привлекательные 50-местные частные лайнеры.
В то время, как крупнейший флот базируется в Северной Америке, Китай является самым интенсивно развивающимся авиационным рынком в мире. По прогнозам FL Technics Jets, в течение следующих 30 лет, три региона будут пользоваться повышенным спросом у рынков как деловой, так и коммерческой авиации.
Кроме того, Аналитики из Журнала Flight International считают, что лидерами рынка бизнес-авиации станут производители Gulfstream и Bombardier, на долю которых придется 24,8 и 23,2 % рынка соответственно. По стоимости поставок за ними последуют Cessna, Dassault, Hawker Beechcraft, Embraer и Honda.
По мнению Журнала Top Flight, озвученному в статье «Ярмарка тщеславия» после резкого спада авиаперевозок, сокращения рейсов в 2009 году на 30-40 % и банкротства ряда авиаброкеров не сумевших удержаться на рынке, кризис очистил отрасль и в Европе и России, а значит, "выжили" только сильнейшие. Список лучших российских авиаброкеров, которые формируют отрасль и признаны профессионалами своего дела определяется в рамках проекта «Ярмарка тщеславия». Критериями выбора являются не только количество совершаемых рейсов, но и удобство и стиль веб-сайтов указанных компаний.